# Xiphopenaeus kroyeri
Xiphopenaeus kroyeri is een tienpotigensoort uit de familie van de Penaeidae. De wetenschappelijke naam van de soort is voor het eerst geldig gepubliceerd in 1862 door Heller. In Nederland wordt deze garnaal meestal naar de Engelse naam Atlantische Seabob of Seabobgarnaal genoemd; in Suriname – waar de soort voorkomt – heet hij Redi sara-sara of Bigi sara-sara.

## Habitat en verspreiding
Xiphopenaeus kroyeri komt voor in het westelijk deel van de Atlantische Oceaan van North Carolina (VS) in het noorden tot Santa Catarina (Brazilië) in het zuiden. De soort leeft op een diepte van tussen de 1 en 70 meter, maar meestal minder dan 27 meter diep. X. kroyeri heeft een voorkeur voor zout en brak water en komt slechts af en toe in zoet water voor. Grote aantallen worden meestal gevonden rond estuaria.

## Omschrijving
Deze garnalensoort groeit snel, volwassen exemplaren worden 70 tot maximaal 140 millimeter lang. Mannetjes worden niet groter dan 115 millimeter.

## Commercieel belang
Xiphopenaeus kroyeri wordt in zijn gehele verspreidingsgebied gevangen voor menselijke consumptie. In de Guyana's is het de commercieel belangrijkste en meest intensief beviste garnalensoort. Brazilië vangt wereldwijd de meeste seabobs, gevolgd door Guyana. Ook in Suriname is het een garnaal van commercieel belang.